# Alans
|  | «Alà» redirigeix aquí. Vegeu-ne altres significats a «Al·là». |

Els alans (àrab: al-Lan; grec: alanoi; llatí: alani o halani), en singular alà, són un poble del grup iranià del nord (escites, saka, sàrmates, massàgetes); algunes de les seves tribus afiliades són esmentades com asians, roxolans, aorsis, siracs i iazigs.
En les primeres notícies, els alans estaven establerts al nord de la mar Càspia i la mar Negra i després van ocupar Crimea i part del nord del Caucas. Eren un poble nòmada i guerrer; els seus serveis com a guerrers (i especialment la cavalleria) eren utilitzats per altres tribus i per romans, parts i sassànides. Van participar en les guerres mitridàtiques i en les campanyes romanes a Armènia, Mèdia i Pàrtia.

## Del començament de l'era cristiana fins a la gran migració
Els romans en van tenir notícia durant les guerres mitridàtiques, al país que els grecs anomenaven Alània i els romans van anomenar Albània. Sembla que abans del segle i aC els alans ja vivien al nord del Caucas i, encara que després van efectuar diverses incursions en territori romà (i en territori part), la major part seguien establerts a la zona al segle iii fins que en foren expulsats pels huns al segle iv.
En temps de Vespasià, el rei part d'Hircània els va cridar i van devastar Mèdia i Armènia. Durant el regnat d'Hadrià, una part dels alans havia emigrat a la regió del Danubi i va fer atacs a la frontera romana, i quasi al mateix temps la branca caucàsica va arribar fins a Capadòcia passant per Mèdia i Armènia; i Arrià, el governador provincial, escriu que les seves tàctiques de guerra eren les mateixes que els sàrmates. Ptolemeu, sota els Antonins, anomena la branca europea alans Skuthai (Alans Scythae), dels quals diu que eren un dels set pobles principals de Sarmàcia (junt amb els Vends, peucins, bastarnes, iazigs, roxolans i hamaxobis); alguns s'havien establert a la Pannònia occidental. Ptolemeu diu que el seu nom venia de la muntanya Alanus de Sarmàcia, de situació desconeguda. El 308, Dionis Periegetes diu que les seves terres estaven al nord del Taure, junt amb els melanclens, gelons, hippemolgis, neuri i agatirsos, però sembla que està parlant-ne de les dues branques.
Amià Marcel·lí (vers 350-400) els col·locà al Tiras (Dniester) junt amb els costobocis i altres tribus escites. Diu Amià Marcel·lí que els alans eren molts, i estaven estesos per tots els països; els alans eren rossos, bonics i arrogants; consideraven una felicitat morir en la guerra i conservaven restes dels enemics morts, especialment la pell del crani que penjaven com a trofeu del pitral dels seus cavalls; no adoraven cap deu i retien culte a una espasa clavada a terra; les seves autoritats eren uns jutges nomenats entre els guerrers ancians més valents. No coneixien l'esclavitud. Expulsats del Caucas (on romangué una petita part del poble) es van unir als visigots i una part als ostrogots.
El moviment dels huns va abocar els gots cap a l'imperi (376) i els alans formaven, llavors, dins aquest grup, una confederació en què hi havia els neuri, budins, gelons, agatirsos, melanclens i els andròfags (Androphagi).

## De la gran migració fins a la invasió mongola

Migracions dels bàrbars en 406

Mapa de Gàl·lia amb detall dels saqueigs durant la invasió de 407

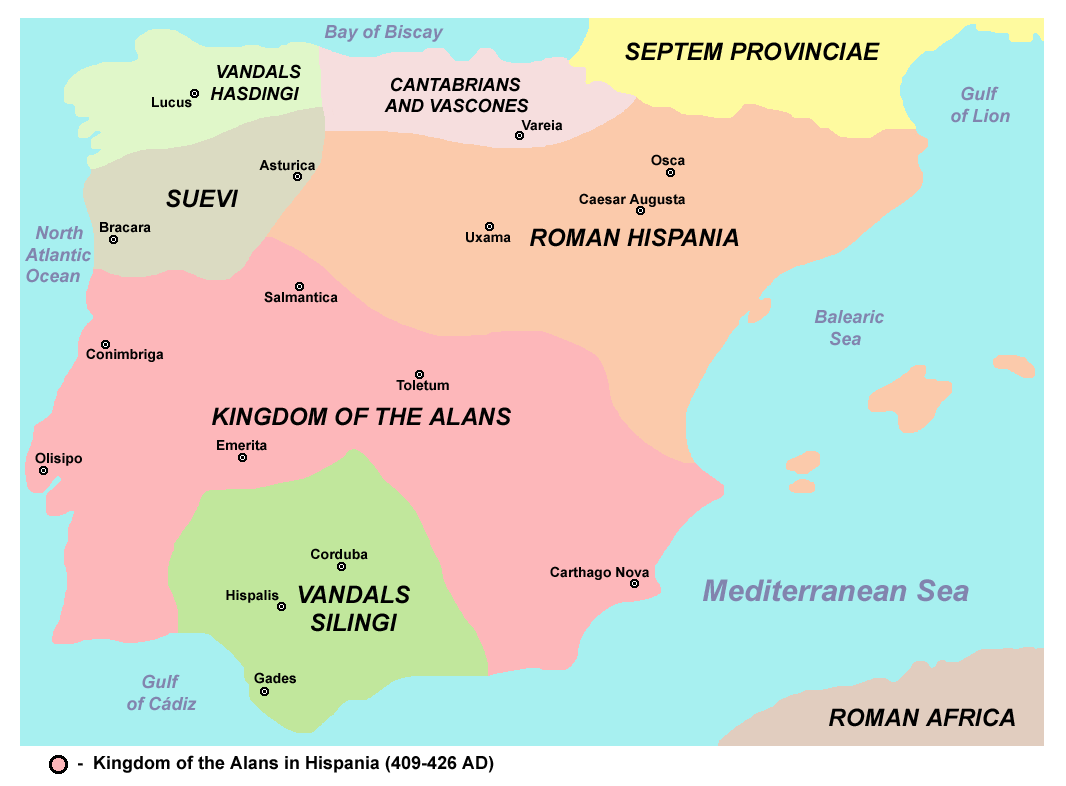
Regne dels alans a Hispània

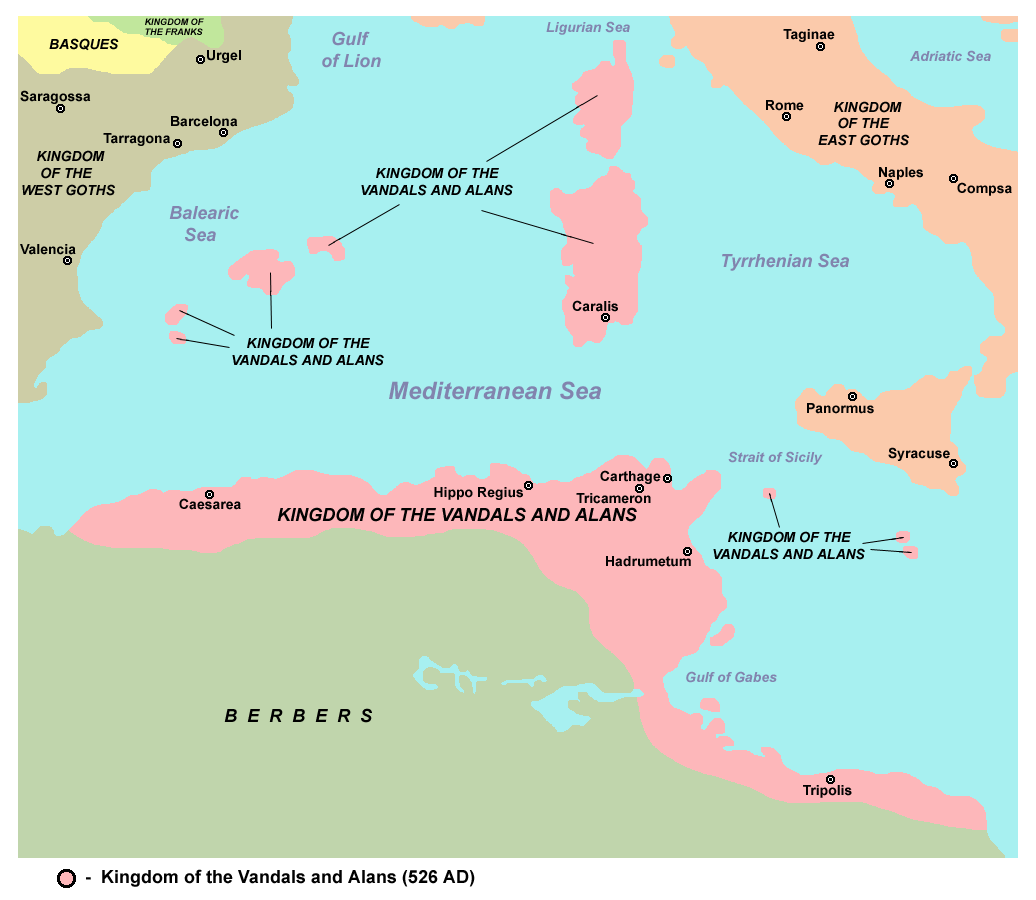
En rosa, el regne dels vàndals i els alans

La invasió dels huns els va dividir en dos grups, els europeus i els caucasians. La major part dels alans van quedar sotmesos als huns (387) i amb ells, com aliats, van avançar cap al regne d'Hermanric (vers 375), del rei del qual una part dels alans europeus eren súbdits. Va esclatar la guerra entre gots i romans a Mèsia, i els huns i els alans es van aliar als gots, però foren derrotats per Teodosi (379-382). Van seguir els gots, però estretament associats als vàndals, amb els quals es van establir a Pannònia, i el 405 es van unir a una confederació organitzada a l'entorn de Radagais, que va fracassar. Els grups de sueus, vàndals, alans i d'altres, que van quedar a l'altre costat del Rin, reforçats després amb els que van tornar de la desafortunada expedició a Itàlia, i el 31 de desembre de 406 es van aprofitar de la congelació del Rin i la retirada de les tropes romanes per lluitar a Itàlia per travessar el riu en massa: vàndals, sueus, alans i burgundis es van estendre creuant el riu i van trobar poca resistència en el saqueig de Moguntiacum i el saqueig de Treviris, envaint completament la Gàl·lia i en 409 van passar a Hispània. Els alans van restar majoritàriament a la Gàl·lia, però el 414 van passar a Hispània, a la Lusitània i Bètica.
El 416 el rei visigot Vàlia va arribar a un pacte de foedus amb l'imperi amb Constantí i va retornar Gal·la Placídia a Flavi Honori i va rebre provisions, sis-cents mil modii de blat. Del 416 al 418, els gots de Vàlia van fer campanya a Hispània en nom de Constantí, exterminant els vàndals silinges a la Bètica i reduint els alans fins al punt que el rei alà Ataces va morir i els supervivents van buscar la protecció del rei dels vàndals asdings formant un altre supergrup de bàrbars, però de nombre reduït en nombre i eficaçment acotats. A la mort de Gunderic, el 428, els alans van rebre part de Lusitània i la Cartaginesa, però vàndals i alans es van unir sota Genseric, que va traslladar tot el seu poble, uns 20.000 guerrers, a Tarifa i va creuar d'Hispània a Mauretània sense oposició, i arribant a Numídia on amb l'ajut dels amazics i de la secta dels donatistes, que havien estat sotmesos a persecució, van arraconar Bonifaci a Hippo Regius el 430, on va quedar assetjat resistint 14 mesos i finalment en 431 va intentar una batalla decisiva en la què els vàndals el van derrotar. a l'any següent van marxar a l'Àfrica amb el rei Genseric.
Els alans que havien restat amb els huns van acompanyar Àtila en la seva invasió. El 451 a la Gàl·lia, un cos d'alans era la guardià principal d'Àtila. El rei d'aquests alans era Sangiban. La victòria romana sobre els huns a Chalon-sur-Saône fou possible per la defecció dels alans. El rei Turismond els va sotmetre durant el seu any de regnat (451-452). Si bé encara foren esmentats algun altre cop, van desaparèixer barrejats amb els gots. El 461 i 464, van fer incursions a Itàlia; a la mort d'Àtila, es van independitzar i les seves hordes es van establir al curs mitjà del Loire a la Gàl·lia, sota el rei Sangiban, i al baix Danubi sota el rei Candac. Una teoria suggereix que els gots i alans establerts a Catalunya li van donar nom (Gòtia i Alània = Gotalània = Catalània = Catalunya). Un altre grup d'alans va restar a la zona de la mar Negra i Crimea.
Els alans del Caucas van fer moltes incursions en territori persa i armeni. Se n'esmenta un rei Saroes vers el 572-573. Després, foren sotmesos pels khàzars. Se suposa que els actuals ossets (georgià: owseti) són els descendents dels alans. El nom derivaria de As (al seu torn, derivat de l'antic aorsi, una tribu parenta dels alans; àrab: al-Arsiya). Els armenis anomenen els alans occidentals ashtigor (as-digor), que són una fracció dels moderns ossets. El nom Asi el donen els ossets a la regió més occidental cap a les muntanyes Elbruz, on segurament van arribar a viure antigament. La República dels ossets porta des del 1991 el nom de República d'Ossètia del Nord - Alània.
Quan Justinià I va conquerir el Regne Vàndal de l'Àfrica (534) va prendre el títol de "rei dels vàndals i els alans".
Els alans del Caucas ocupaven la zona fins al peu de la cadena principal entre el naixement del Kuban i el seu afluent el Zelenchuk a l'oest i el pas de Daryal a l'est. Allí es van fer sedentaris i es van dedicar a l'agricultura i ramaderia; desenvoluparen algunes ciutats i aparegueren després elements d'una organització estatal que va tenir llaços amb l'Imperi Romà d'Orient, Geòrgia, Abkhàzia, Khazària i Rússia. Alguns enllaços matrimonials es van produir amb aquests estats. La propaganda cristiana feta pels romans d'Orient a partir del segle v, i després per Geòrgia, va portar els alans a adoptar el cristianisme al segle x, i es va crear un arquebisbat d'Alània del qual fins i tot es coneix un arquebisbe, Teodoros, al començament del segle xiii.
El 737, Marwan ben Muhammad va arribar al país dels khàzars després de passar per Bab al-Alan (Darial) al país alà. Els alans es van convertir al cristianisme sobre el patriarca romà d'Orient Nicolau I el Místic (entre 901 i 925), però Masudi, en l'obra Murudj, diu que van fer apostasia el 932 i van expulsar els sacerdots i bisbes; Ibn Rusta diu que només el rei era cristià, però posteriorment devien retornar a la fe cristiana. Els musulmans no esmenten cap més poble entre els alans i els territoris del Sahib al-Sarir (el rei dels àvars del Dagestan, també cristià). Ibn Rusta esmenta la tribu D.khsas o Rukhs-as com la més noble dels alans i correspondria probablement als antics roxolans (roxolani); una altra tribu esmentada com els twlas (lectura probable: twal-as) serien els tualtae, que viuen ara a l'altra part del Caucas. La seva capital és esmentada com a M.gh.s, que seria Magas.
El 857, el general del califa, Bugha, va envair Transcaucàsia i el nord del Caucas, i devastà Geòrgia, Abkhàzia, Alània i Khazària; els alans es van refer i van restaurar el seu estat i són esmentats sovint a les cròniques medievals. Els àrabs els anomenaven alans o as i els russos i hongaresos els anomenaven yas. Al segle x, l'historiador Masudi indicava que el seu regne anava del Daguestan a Abkhàzia i el definia com a molt pròsper; el rei disposava de 30.000 cavallers; milers de petits establiments propers l'un a l'altre donaven una gran heterogeneïtat al regne; molts alans eren cristians i d'altres adoraven ídols; tenien al nord els magiars i els búlgars (txuvaixos); al pas conegut generalment com a Daryal se li va donar el nom de Porta dels Alans (Bab al-Lan; en persa: Dar-e Alan, del qual va derivar Daryal). Ja els sassànides l'anomenaven Tro A'l'nn i Bb A'l'n'n, que vol dir 'porta dels alans' (i no dels aghuans o albans; Troa i Bba vol dir 'Porta').

## Delseglexiiia l'actualitat

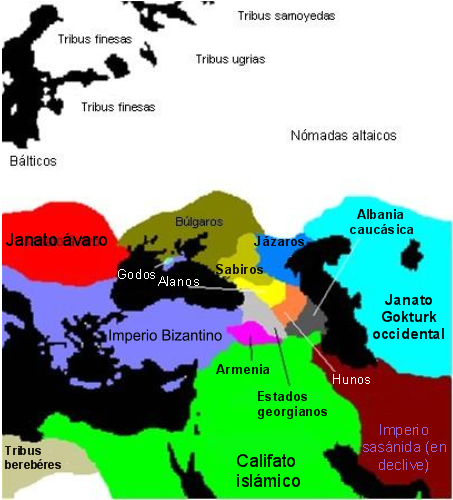
Mapa amb la localització dels alans 650 dC

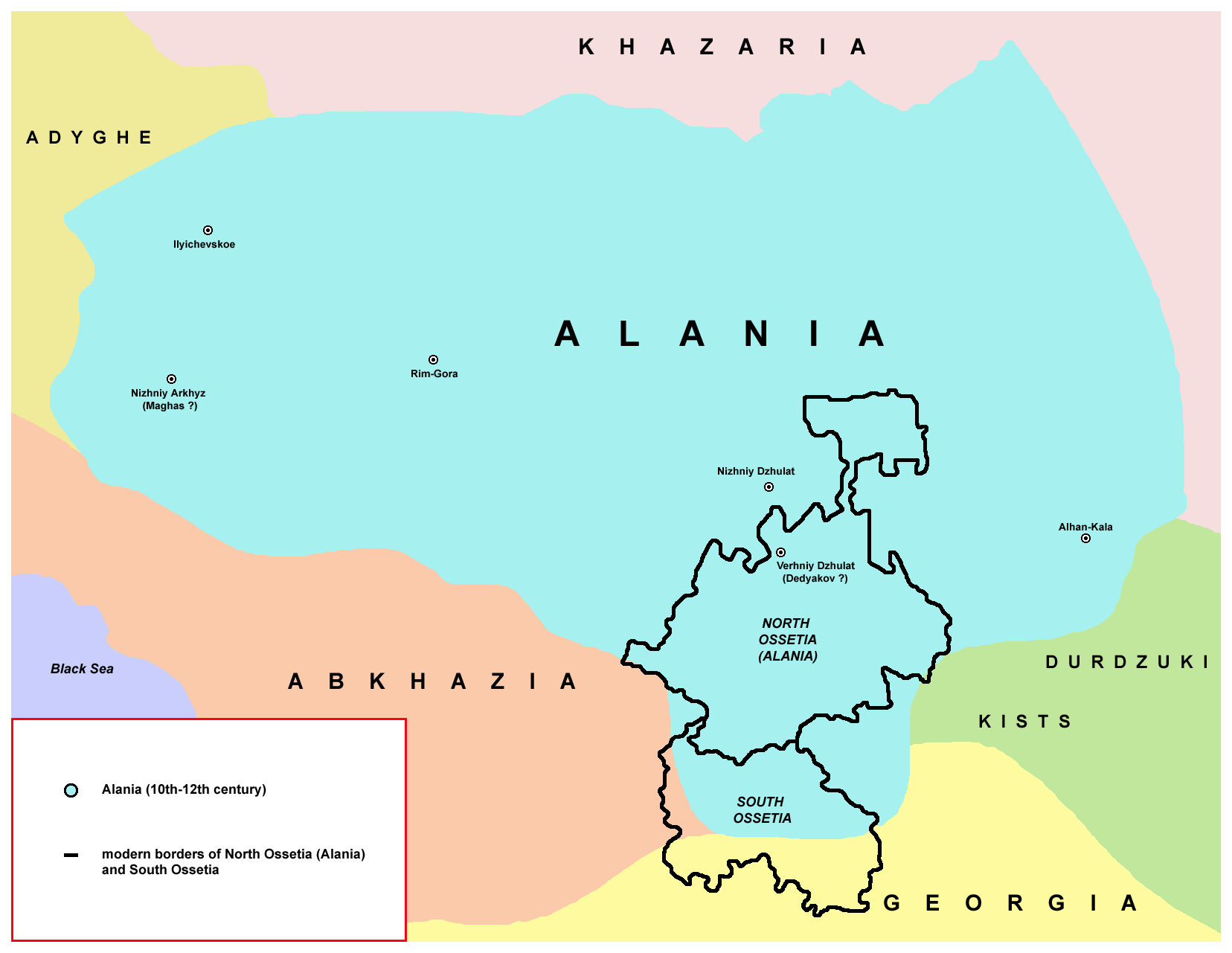
L'Alània medieval comparada amb les actuals Ossèties

En el temps de la invasió mongola, són esmentats encara com a as i eren cristians de ritu grec; ocupaven les terres fins a Derbent i a l'estuari del Volga. Els russos els anomenaven yasi. L'estat fou destruït pels mongols al segle xiii; els alans foren massacrats pels mongols, que també van atacar els cumansy. Les restes dels alans es van dividir en tres grups: 
- un que es va retirar a les muntanes del Caucas central, va originar els ossets; els establerts a la part més oriental anomenats els Ir, i els de la part occidental anomenats els digor. Aquest grup fou l'antecedent dels ossets, nom que derivaria d'una de les tribus i que els russos anomenaven osetiny i els georgians os o ovs i el país Oseti.

- un segon grup, que va marxar amb els cumans cap a Europa i es va establir a Hongria, a la regió de Jászság (província de Yas), capital Jászberény. Van conservar la seva identitat fins al segle xv, però després van quedar assimilats.

- El tercer grup va passar al servei dels mongols i va arribar a formar un contingent de trenta mil as, però van morir en la guerra o van ser absorbits per les poblacions locals. Els mongols anomenaven els alans com a as, plural asut, adjectiu asutai.

## Nom
El nom alà és derivat de la paraula iraniana arya = 'ari' i, per tant, emparentada amb Iran. L'antiga llengua fou reconstruïda parcialment mitjançant el modern osset excloent-ne les paraules d'origen turc i caucàsic. No va existir una llengua escrita alana i no existeix cap text en alà, excepte una inscripció en una tomba escrita en caràcters grecs a les fonts del riu Kuban; Joan Tzetzes recorda també algunes frases i, a més, existeixen els noms de llocs, persones i grups. Es coneix també una inscripció en llatí datada entre el 238 i el 244 que es va trobar a Ribchester al Lancashire, feta per soldats sàrmates enviats a Britànnia per Marc Aureli després del 175, quan va derrotar els sàrmates (cosa que li va valer el malnom de Sarmàtic) i en va reclutar alguns per a l'exèrcit.

## Enllaços matrimonials
Dos enllaços matrimonials relacionats amb els alans tenen certa importància: la reina Tamara de Geòrgia (1184-1212) fou filla del rei Jordi III de Geòrgia i de la reina Burdukhan, que era alana i germana del príncep osset Kuddan. També el marit de Tamara, Soslan, fou un príncep alà (osset).

## Religió, llengua i història tardana
En els segles iv i v, els alans van ser en part cristianitzats per missioners romans d'Orient de l'església arriana. Al segle xiii, els nouvinguts mongols van envair la zona i van empènyer els alans orientals molt més al sud del Caucas, on es van barrejar amb els nadius i, successivament, van anar formant tres entitats territorials amb desenvolupaments molt diferents. Aproximadament el 1395, l'exèrcit de Tamerlà va envair el nord del Caucas i va massacrar la majoria de la població alana.
Amb el temps, la província de Digor va anar quedant sota la influència islàmica i kabardí; de fet, va ser amb aquests últims (una tribu circassiana de l'est) que l'islam es va introduir a la regió en el segle xvii. Els tuallag al sud van quedar en el que avui és Geòrgia i els iron, el grup del nord, van quedar en la part russa després del 1767, cosa que va consolidar la fe ortodoxa considerablement. Molts dels ossets d'avui són cristians ortodoxos.
Els descendents lingüístics dels alans, que viuen en diverses repúbliques autònomes de Rússia i Geòrgia, parlen l'osset, que pertany al grup de llengües irànies nord-orientals, com a únic supervivent del dialecte escita-sàrmata que, en el seu dia, s'estenia per l'estepa del mar Negre i Àsia central. L'osset modern té dos dialectes principals: el digor, que es parla a la part occidental d'Ossètia del Nord, i l'iron, que es parla a la resta de la república. Una tercera branca, el jassic (jász), es parlava antigament a Hongria. La llengua literària, basada en el dialecte iron, va ser fixada pel seu poeta nacional, Kosta Khetagurov (1859-1906).
Hi ha una petita comunitat a l'oest de l'Iraq que es denominen alanis. Sembla que tenen avantpassats iranians o turcs i són musulmans sunnites. El nom d'alanis probablement el van adoptar en un intent de reclamar per a si la descendència de la llegendària tribu. No obstant això, estan molt arabitzats. Presenten moltes similituds ètniques amb els caucasians i utilitzen fins i tot «Alani» com a cognom. No és estrany trobar persones pèl-roges o rosses entre ells, encara que, en casar-se comunament amb els àrabs, ara tenen una gran varietat de fenotips: hi ha alguns que presenten trets mongols, cosa que podria provar que tenen avantpassats altaics i no iranians, ja que les tribus túrquiques tenen un gran percentatge de sang mongola. A vegades, se'ls ha relacionats amb les dotze tribus perdudes d'Israel, amb els huns, amb els khàzars i, per descomptat, amb l'exèrcit tàtar del jan Hulagu que va envair l'Iraq. L'última teoria, la van desenvolupar els xiïtes, els quals avorreixen els alanis per la seva gran influència política i cultural en la societat iraquiana. Els xiïtes extremistes els titllen de "gossos bruts" i "porcs" que han de ser exterminats per complet. La connexió històrica amb els alans està basada, però, en llegendes i enraonies. Ètnicament són diferents dels àrabs semites, ja que s'assemblen més a la branca altaica. Probablement, hagin vingut de Sibèria i Àsia central l'any 478 dC, segons una llegenda que els situava al nord del Caucas o Turquestan.